# Johannes Krohn
Johannes Krohn (* 4. Juli 1884 in Stettin; † 11. Juli 1974 in Bad Neuenahr) war ein deutscher Ministerialbeamter.

## Leben

### Ausbildung
Geboren als Sohn eines Rechnungsrates in Stettin, machte er sein Abitur in Magdeburg und studierte dann Rechtswissenschaften. Während seines Studiums wurde er 1903 Mitglied der Leipziger Burschenschaft Germania. 1911 wurde er an der Universität Leipzig zum Dr. jur. promoviert.

### Im Reichsdienst 1920–1945
Krohn trat 1920 als Ministerialbeamter in den Dienst des Reichsarbeitsministeriums. Im Juni 1927 war er als Ministerialrat Mitunterzeichner eines Übereinkommens mit Finnland über die Unfallversicherung.
Später wurde er als Nachfolger von Andreas Grieser am 15. Juni 1932 Leiter der Hauptabteilung II (Nationale und Internationale Sozialversicherung und Wohlfahrtspflege). In dieser Funktion war er maßgeblich am Zustandekommen des sogenannten „Sanierungsgesetzes“ vom 7. Dezember 1933 beteiligt. Dieses Gesetz war trotz gegenteiliger Beteuerungen keineswegs ausgewogen, sondern bevorzugte die Arbeitgeber zuungunsten der Arbeitnehmer und Rentner und die Präferenzen der Regierung traten klar zutage: „Die Belebung der Wirtschaft besaß absolute Priorität, für die auch die Sozialversicherung ihren Preis zu zahlen hatte“. Mit diesem Gesetz war auch zumindest ein Schritt in Richtung Rückkehr zu einem auf Kapitaldeckung fußenden Finanzierungsverfahren getan worden. Diese „Rückkehr“ war ein primäres Ziel der Bürokratie im Reichsarbeitsministerium unter der Federführung von Johannes Krohn.
Krohn gehörte 1933 zu den Gründungsmitgliedern der nationalsozialistischen Akademie für Deutsches Recht Hans Franks.
Danach war er zwischen 1933 und 1938, wiederum als Nachfolger von Andreas Grieser, Staatssekretär im Reichsarbeitsministerium. Krohn war als solcher Verfasser des Gesetzes über Treuhänder der Arbeit. In dieser Funktion war er 1936 auch mit der Neuordnung des Siedlungswesens betraut. Zum 30. Januar 1938 trat er der NSDAP bei (Mitgliedsnummer 5.501.054).
Nach Beginn des Zweiten Weltkrieges wurde Krohn gemeinsam mit Max Frauendorfer in das „Generalgouvernement“ versetzt. Dort sollten Krohn und Frauendorfer die Sozialverwaltung aufbauen. Mitte November 1939 folgte Frauendorfer Krohn als Leiter des Hauptamtes Arbeit im „Generalgouvernement“ nach. Nach seinem Ausscheiden aus dem Reichsarbeitsministerium wurde er später am 31. Oktober 1941 als Nachfolger von Friedrich Ernst im Range eines Staatssekretärs Reichskommissar für die Behandlung feindlichen Vermögens.

### Nach Kriegsende
Nach dem Zweiten Weltkrieg hatte er neben Andreas Grieser wiederum Einfluss auf die Gestaltung von Sozialversicherungsgesetzen. Von 1953 bis 1959 war er Vorsitzender der Gesellschaft für Versicherungswissenschaft und -gestaltung in Köln. Von 1955 bis 1968 war er Vorsitzender des Bundesausschusses der Zahnärzte und Krankenkassen, ferner stellvertretender Vorsitzender des Bundesausschusses der Ärzte und Krankenkassen.
Zu seinem 70. Geburtstag wurde 1954 eine Festschrift mit Beiträgen von Walter Bogs, Fritz Heinze, Walter Rohrbeck, Maximilian Sauerborn und anderen Hochschullehrern herausgegeben. Ebenfalls 1954 wurde er mit dem Großen Bundesverdienstkreuz ausgezeichnet. 1959 verlieh ihm die Universität Köln die Ehrendoktorwürde.

## Veröffentlichungen
- Die Reichsversicherungsordnung. Nebst ergänzenden Gesetzen und Verordnungen